# Novoukraïnka
Novoukraïnka (in ucraino Новоукраїнка?)  è una città ucraina (16 080 abitanti) nel distretto di Novoukraïnka, nell'oblast' di Kirovohrad. Ospita l'amministrazione del distretto di Novoukraïnka e della comunità territoriale di Novoukraïnka, una delle comunità territoriali dell'Ucraina.
La città si trova nella parte occidentale della regione. Il fiume Čornyj Tašlyk scorre attraverso il suo territorio.

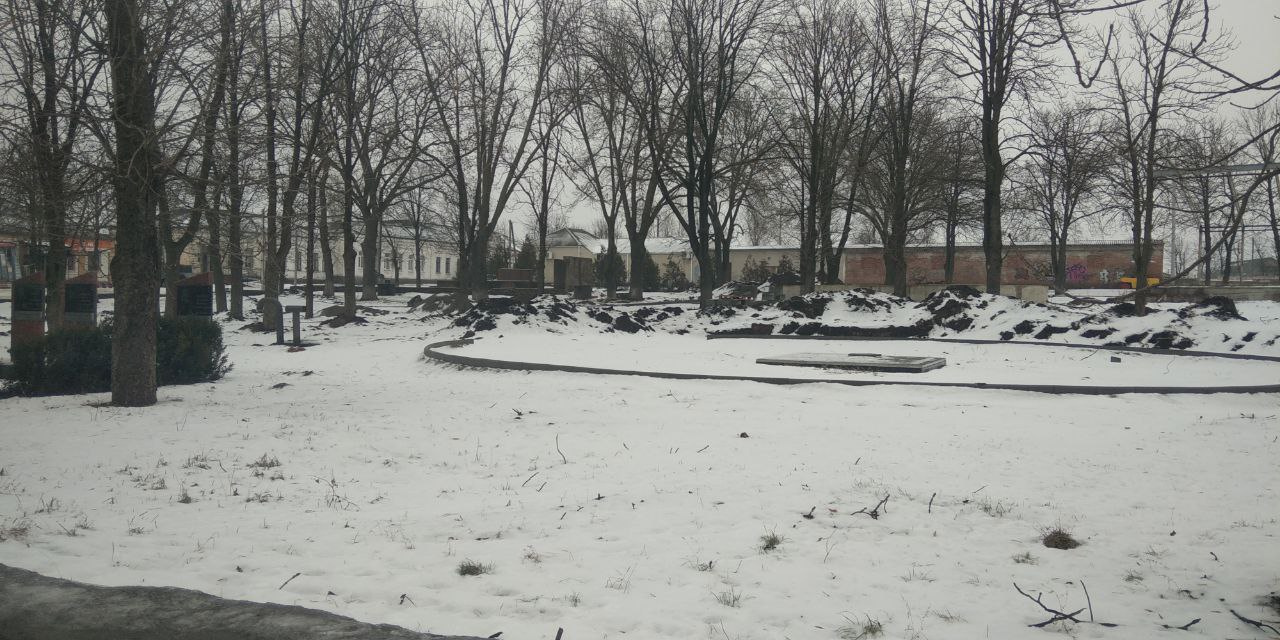
parco cittadino

## Storia

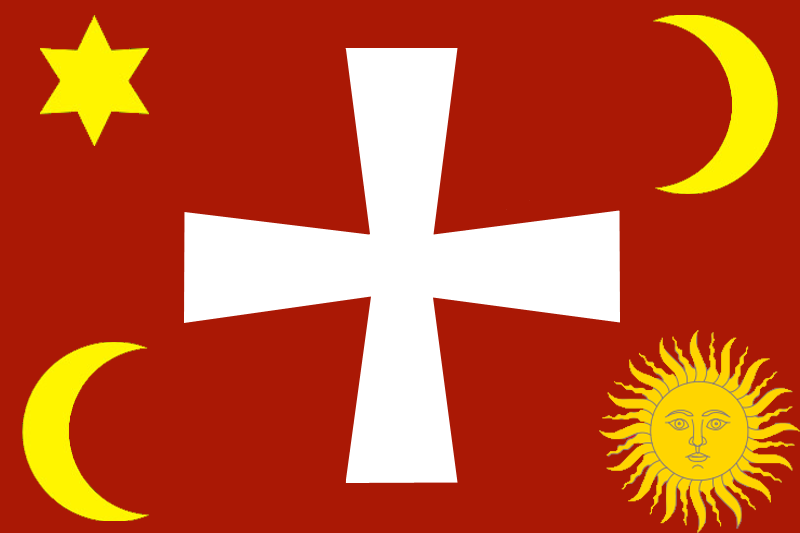
La bandiera dei cosacchi di Zaporižžja

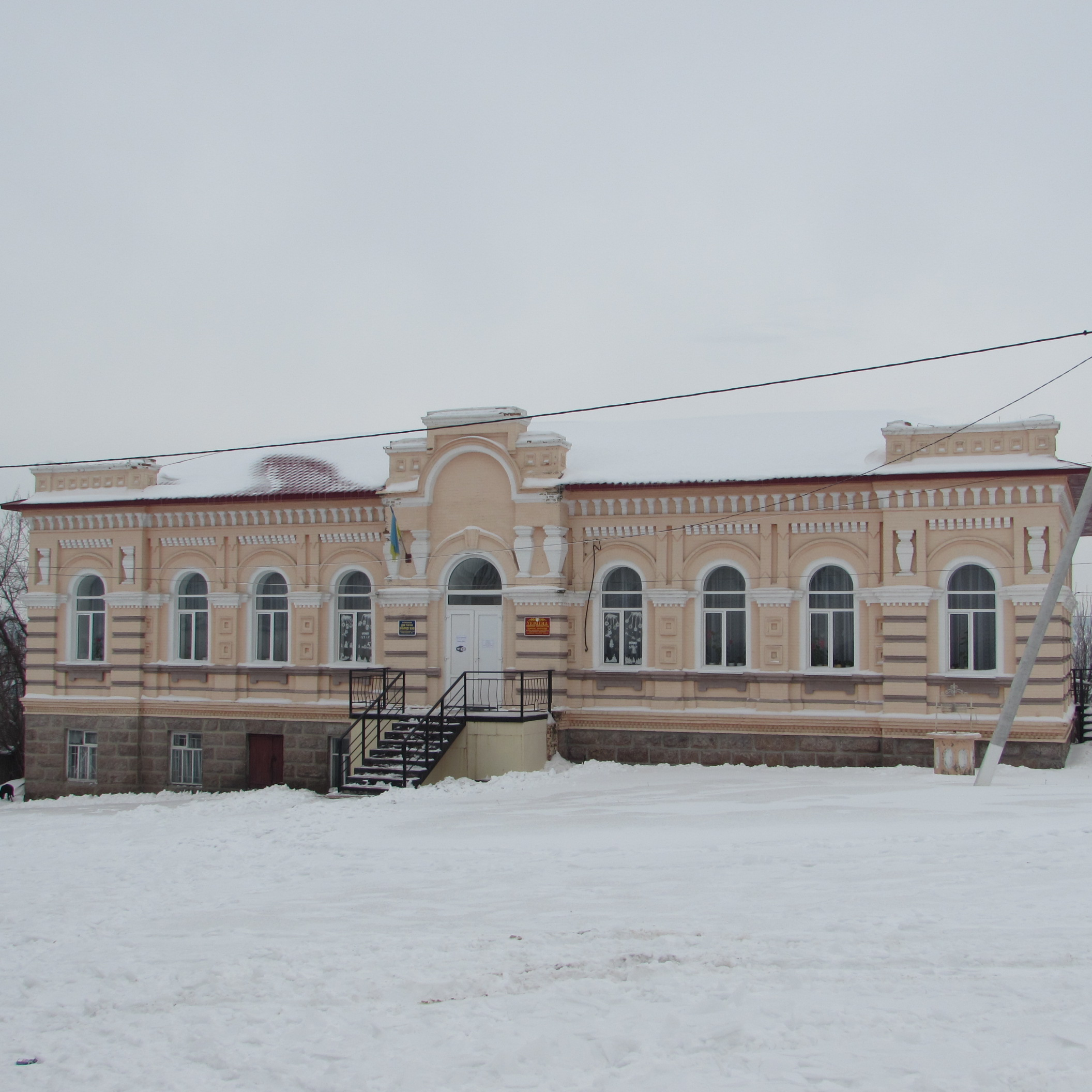
Monumento storico

Il territorio della città moderna faceva parte della parte occidentale dei possedimenti di Sič di Zaporižžja e apparteneva alla palanka di Bugogard (una palanka è un'unità amministrativa dell'esercito cosacco).
Con l'inizio della guerra russo-turca del 1768-1774, secondo il "progetto" del comandante del 2° esercito russo, conte Pëtr Ivanovič Panin, fu fondata la ridotta Pavlovskij.
La stessa fortificazione fu costruita sulla riva destra del fiume Čornyj Tašlyk. Praticamente entrambe le fortificazioni, ciascuna con dieci cannoni sulle aste, costituivano un serio nodo difensivo. Intorno a loro furono costruiti gli insediamenti con lo stesso nome, che divennero il nucleo della creazione della moderna città di Novoukraïnka.
Nel giugno 1774, l'accademico Johann Güldenstedt, viaggiando attraverso il governatorato di Elizavetgrad, notò: "Fino al 1769 questo luogo era deserto, nello stesso anno fu fondato un insediamento, che ora è il centro amministrativo del reggimento moldavo".
Dopo la creazione di insediamenti militari nel sud dell'Ucraina, nel 1821 Novopavlivsk fu trasferita a una parte della 3ª divisione lancieri ucraina e qui si trovava il quartier generale del 1º reggimento lancieri ucraino, quindi nel 1832 questa posizione fu ribattezzata Novouukraïnka (ucraino: Nuova città ucraina).
Nel 1857 qui vivevano 6.346 persone.
Nel 1869 fu completata la costruzione della linea ferroviaria Odessa-Kremenčuk e fu costruita la stazione ferroviaria Novouukraïnka.
Il numero esatto delle persone che morirono durante la Grande Carestia del 1932-1933 non è noto. Ma i testimoni stimano che le perdite della seconda guerra mondiale siano la metà di quelle dell'Holodomor a Novouukraïnka..
Ha lo status di città dal 1938.
Dal 2 agosto 1941 al 17 marzo 1944 la città fu occupata dalle truppe tedesche.
Nel 1974 contava 21 000 abitanti.
Nel 1989 qui vivevano 20 675 residenti
Nel 2013 vivevano qui 17 741 residenti.